# Charity Shield 2001
La Charity Shield 2001 fue la edición Nº 79 de la competición y la última antes de pasar a denominarse Community Shield. Fue disputada entre el campeón de la Premier League 2000/01, el Manchester United, y el Liverpool como campeón de la FA Cup 2000-01.
El partido se disputó el 12 de agosto de 2001, en el Millennium Stadium (debido a las obras en el nuevo Wembley) ante 70.227 espectadores.
El encuentro finalizó 2-1 para el Liverpool, consiguiendo así el título nº 16 de su historia.

## Charity Shield 2001

### Equipos
| Manchester United |  | Bandera de Inglaterra |  | Campeón de la Premier League (2000/01) |
| Liverpool         |  | Bandera de Inglaterra |  | Campeón de la FA Cup (2000/01)         |

### Partido
| 1          | POR        | Sander Westerveld |     |
| 6          | DEF        | Markus Babbel     |     |
| 4          | DEF        | Sami Hyypiä       |     |
| 2          | DEF        | Stéphane Henchoz  |     |
| 18         | DEF        | John Arne Riise   | 83' |
| 13         | MED        | Danny Murphy      | 72' |
| 16         | MED        | Dietmar Hamann    |     |
| 21         | MED        | Gary McAllister   |     |
| 20         | MED        | Nick Barmby       | 72' |
| 8          | DEL        | Emile Heskey      |     |
| 10         | DEL        | Michael Owen      |     |
| Entrenador | Entrenador | Gérard Houllier   |     |

| 1          | POR        | Fabien Barthez      |     |
| 2          | DEF        | Gary Neville        |     |
| 6          | DEF        | Jaap Stam           |     |
| 27         | DEF        | Mikaël Silvestre    |     |
| 3          | DEF        | Denis Irwin         |     |
| 7          | MED        | David Beckham       |     |
| 8          | MED        | Nicky Butt          | 66' |
| 16         | MED        | Roy Keane           |     |
| 11         | MED        | Ryan Giggs          |     |
| 18         | MED        | Paul Scholes        |     |
| 10         | DEL        | Ruud van Nistelrooy |     |
| Entrenador | Entrenador | Sir Alex Ferguson   |     |

| 25 | MED | Igor Bišćan     | 72' |
| 15 | MED | Patrik Berger   | 72' |
| 23 | DEF | Jamie Carragher | 84' |

| 19 | DEL | Dwight Yorke | 66' |

| Penal | 2'  | Gary McAllister | 1-0 |
|       | 16' | Michael Owen    | 2-0 |

|  | 51' | Ruud van Nistelrooy | 2-1 |

|  | 35' | Danny Murphy   |
|  | 58' | Dietmar Hamann |

|  | 17' | Paul Scholes |
|  |     |              |

| Árbitro: | Andy D'Urso |
|          |             |
|          |             |
|          |             |

| 1          | POR        | Sander Westerveld |     |
| 6          | DEF        | Markus Babbel     |     |
| 4          | DEF        | Sami Hyypiä       |     |
| 2          | DEF        | Stéphane Henchoz  |     |
| 18         | DEF        | John Arne Riise   | 83' |
| 13         | MED        | Danny Murphy      | 72' |
| 16         | MED        | Dietmar Hamann    |     |
| 21         | MED        | Gary McAllister   |     |
| 20         | MED        | Nick Barmby       | 72' |
| 8          | DEL        | Emile Heskey      |     |
| 10         | DEL        | Michael Owen      |     |
| Entrenador | Entrenador | Gérard Houllier   |     |

| 1          | POR        | Fabien Barthez      |     |
| 2          | DEF        | Gary Neville        |     |
| 6          | DEF        | Jaap Stam           |     |
| 27         | DEF        | Mikaël Silvestre    |     |
| 3          | DEF        | Denis Irwin         |     |
| 7          | MED        | David Beckham       |     |
| 8          | MED        | Nicky Butt          | 66' |
| 16         | MED        | Roy Keane           |     |
| 11         | MED        | Ryan Giggs          |     |
| 18         | MED        | Paul Scholes        |     |
| 10         | DEL        | Ruud van Nistelrooy |     |
| Entrenador | Entrenador | Sir Alex Ferguson   |     |

| 25 | MED | Igor Bišćan     | 72' |
| 15 | MED | Patrik Berger   | 72' |
| 23 | DEF | Jamie Carragher | 84' |

| 19 | DEL | Dwight Yorke | 66' |

| Penal | 2'  | Gary McAllister | 1-0 |
|       | 16' | Michael Owen    | 2-0 |

|  | 51' | Ruud van Nistelrooy | 2-1 |

|  | 35' | Danny Murphy   |
|  | 58' | Dietmar Hamann |

|  | 17' | Paul Scholes |
|  |     |              |

| Árbitro: | Andy D'Urso |
|          |             |
|          |             |
|          |             |

| Campeón Charity Shield 2001 |
| --------------------------- |
| Liverpool 16º título        |

| Predecesor: Charity Shield 2000 | Charity Shield 2001 | Sucesor: Community Shield 2002 |